# NGC 1957
NGC 1957 (również PGC 17427) – galaktyka eliptyczna (E), znajdująca się w gwiazdozbiorze Zająca. Odkrył ją 11 grudnia 1885 roku Francis Leavenworth.